# Jacobus Robijn

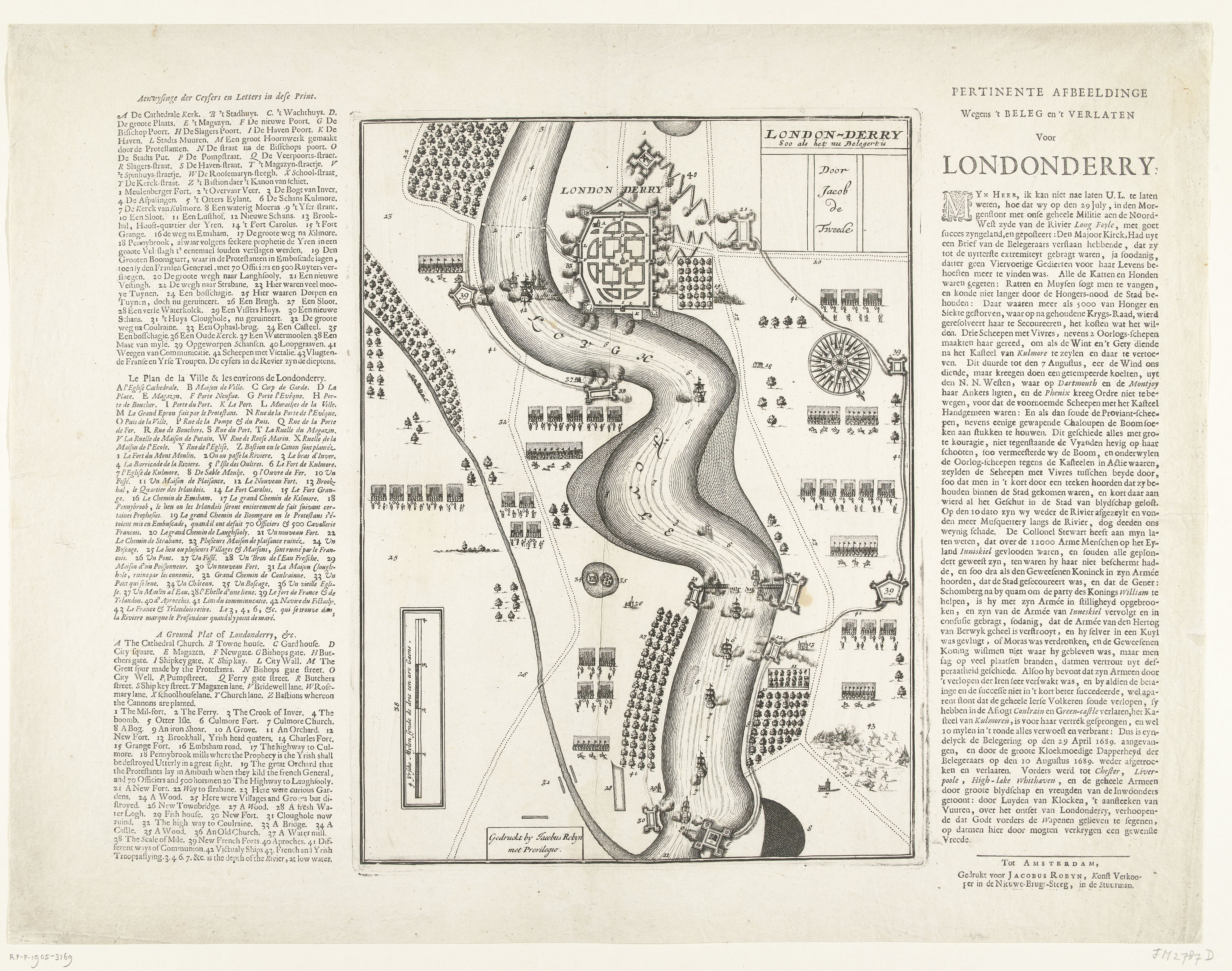
Kaart van het beleg van Londonderry (1689)

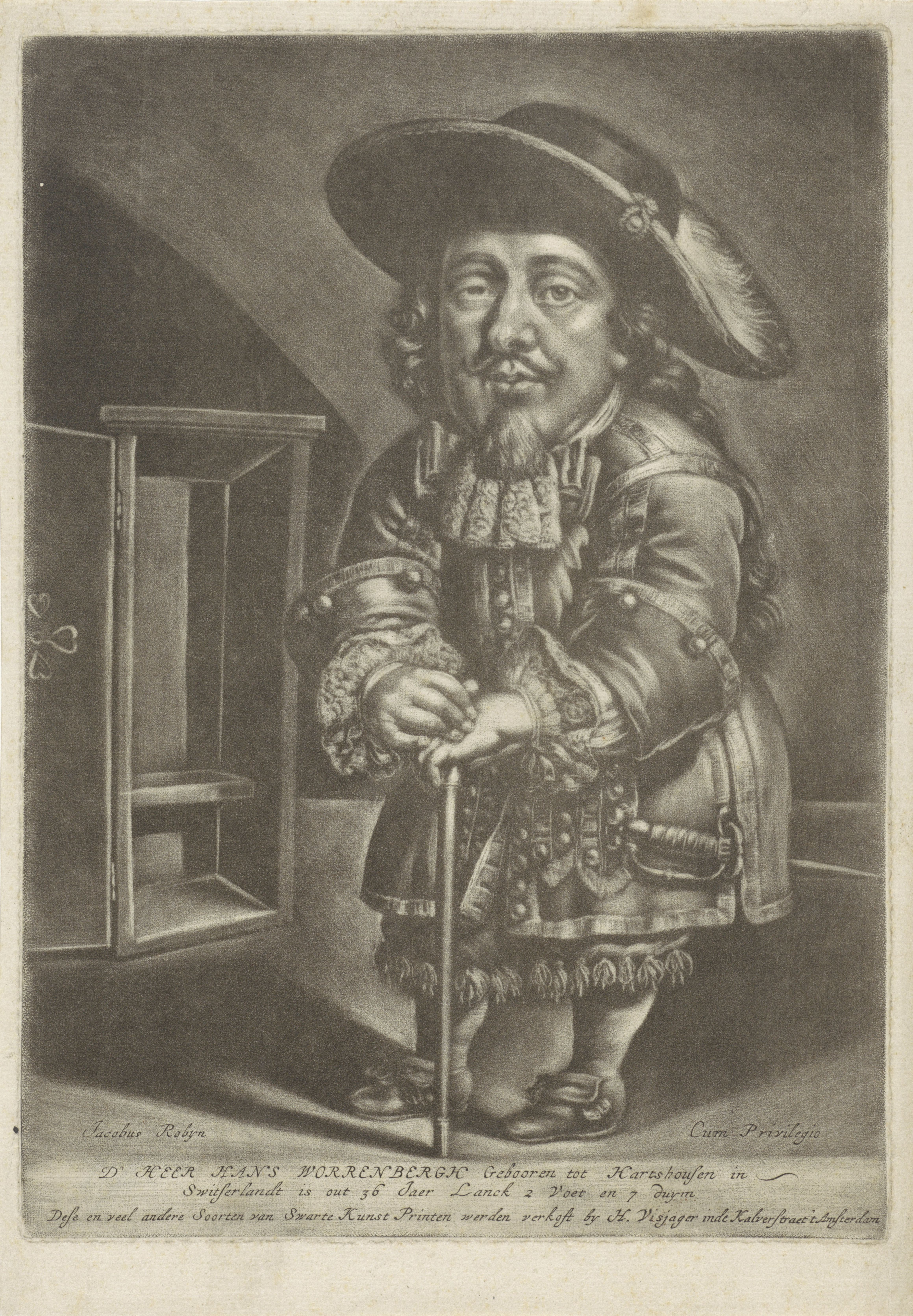
Portret van Hans Worrenbergh (1676-1700)

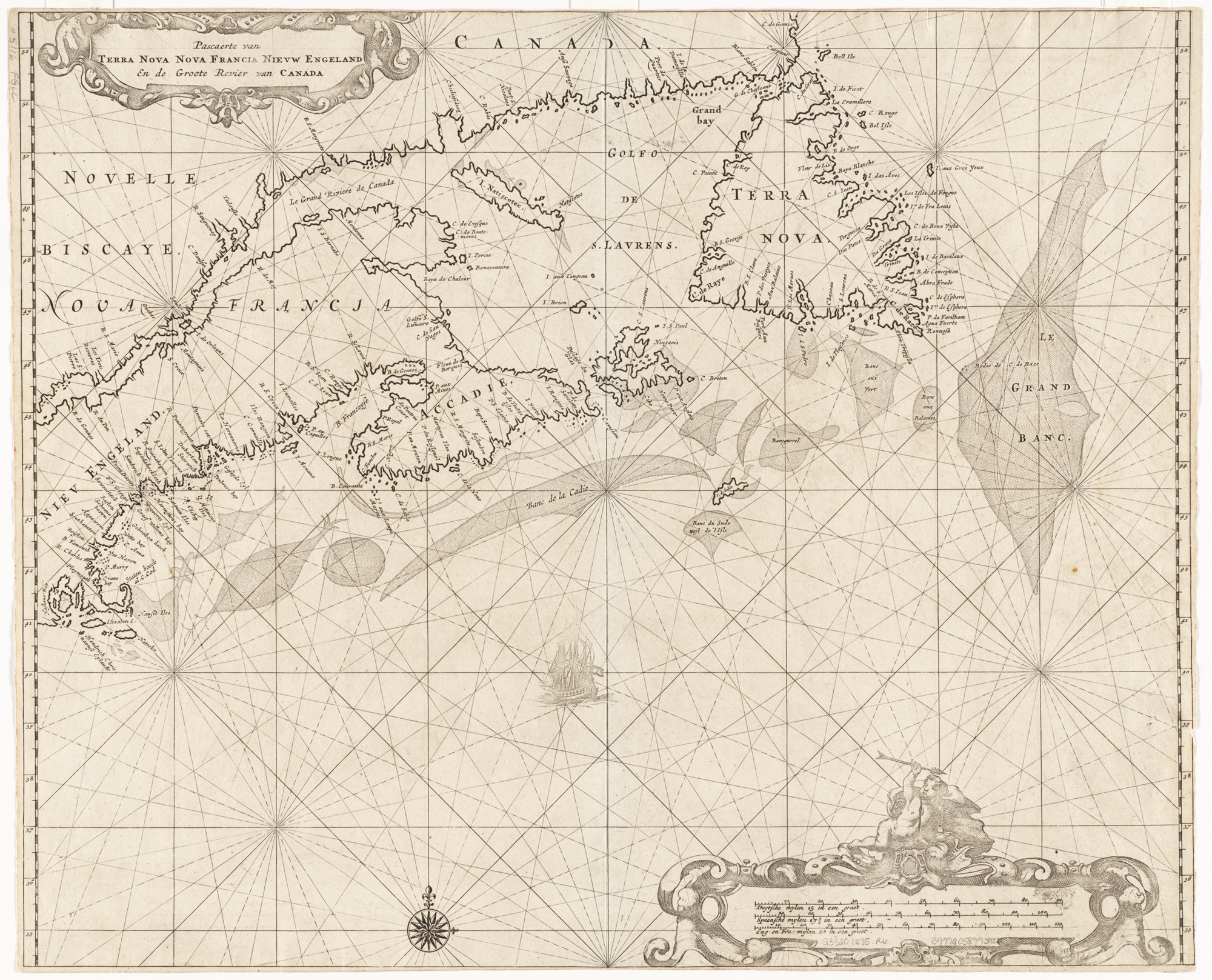
Pascaerte van Terra Nova Nova Francia Nievw Engeland En de Groote Revier van Canada

Jacobus Robijn (Amsterdam, 1649 - Amsterdam, ca. 1707) was een Nederlandse kaartinkleurder, graveur, drukker, prentverkoper, boekverkoper, auteur en uitgever van prenten, kaarten en boeken.

## Levensloop
Jacobus de Robijn werd geboren in Amsterdam in 1649 als zoon van Wijbrant Robijn. Toen hij op 15 december 1673 met Jannetje Tol (1649 - ?) trouwde, had hij het beroep van kaartafsetter (inkleurder van kaarten) en woonde hij in de Nieuwebrugsteeg met zijn voogd Gerrit Vriesenburgh. Jannetje, ook ouderloos net als haar vooraanstaande, woonde met haar voogd Dirk Antonisz op Marken. Het 24-jarige echtpaar ging samenwonen in het huis in de Nieuwebrugsteeg. Jacob Robijn trad 26 januari 1673 toe tot het boekverkopersgilde. Tussen 1673 en 1693 was hij werkzaam in de Nieuwebrugsteeg in zijn eigen winkel en uitgeverij ‘de Stuurman’.
Uit een advertentie in de Oprechte Haerlemsche Courant uit 1686 weten we dat hij, naast kaarten, prenten en boeken, ook instrumenten verkocht in zijn winkel: 
t’ Amsterdam, by Jacobus Robijn, in de Nieuwe-brugh-steeg, is voor een civile Prijs te bekomen een nieu Hemels Pleyn, ofte platte Globe, met een drayende Horisont, waer op seer licht, sonder rekenen, buyten een Leer-meester, kan verstaen werden de Loop van Son, Maen en Sterren, nevens d’andere Planten, en dat op verscheyde Pools hoogte, noyt voor desen also gesien.
Jacob Robijn was als ondernemer betrokken bij verschillende juridische geschillen. In de archieven van notaris H. Outgers uit Amsterdam wordt vermeld dat Robijn een eiser achter zich aan had, aan wie hij elf complete zeespiegels verschuldigd was: platen van Pieter Goos ter waarde van 3,5 gulden per stuk. Ook zou hij schuldig zijn geweest aan het schenden van een privilege, omdat hij iemand anders zijn kaart zou hebben nagemaakt.
In veel gevallen vernieuwde hij bestaande kaarten en gaf hij ze opnieuw uit. Zo bemachtigde hij in 1680 de koperplaten van cartograaf en graveur Pieter Goos die hij opnieuw uitgaf. 19 november 1686 verwierf Robijn een privilege en octrooi voor het maken, drukken, uitgeven en verkopen van zeekaarten, landkaarten en prenten. Hij leed er namelijk financieel onder dat anderen zijn werk namaakten en verkochten.

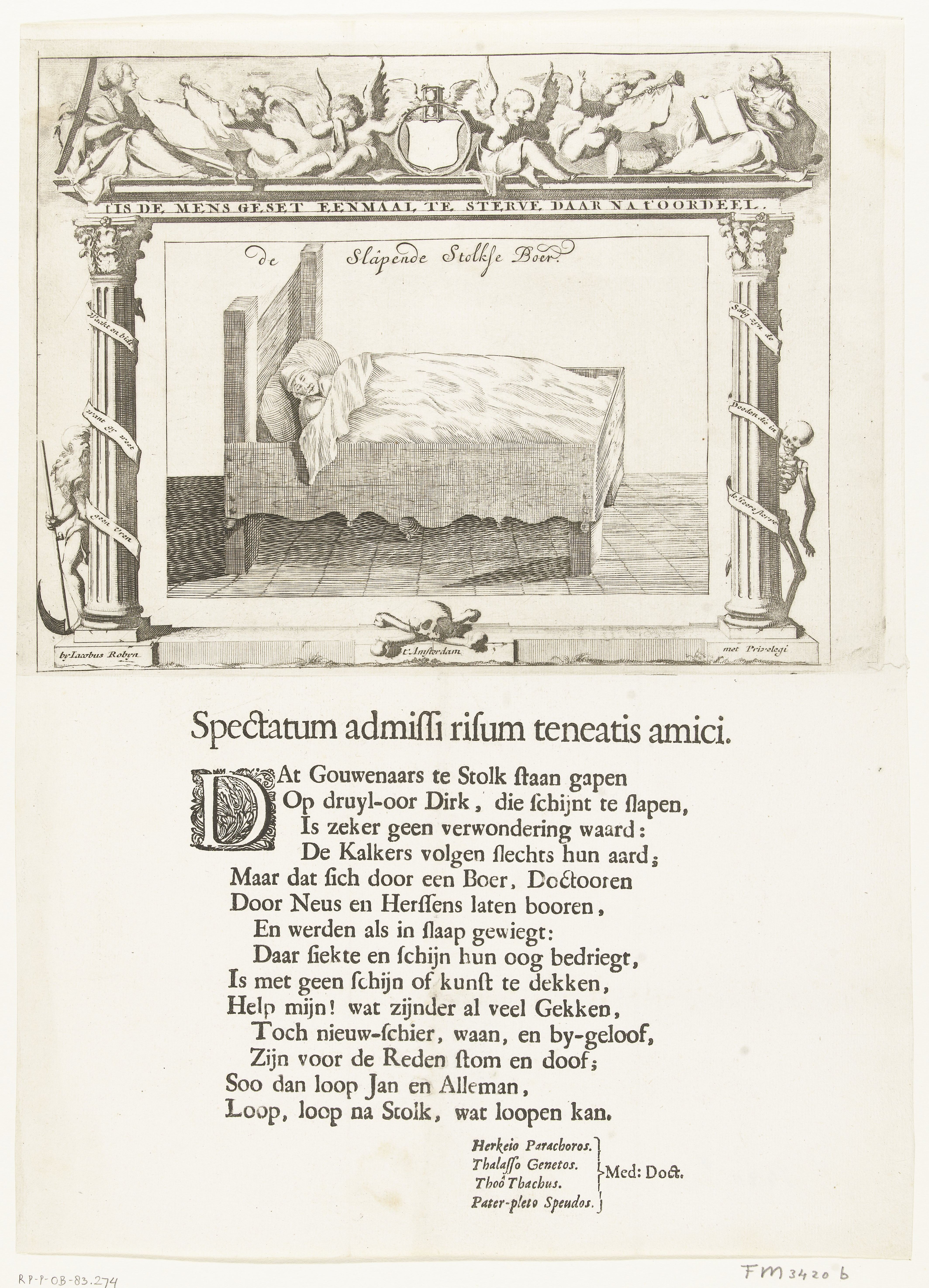
De slapende boer van Stolwijk (1707)

6 januari 1693 verschijnen Hendrik Harmenszoon Boterenbrood en Jacob Robijn voor de notaris om een contract op te stellen voor een nieuw onderkomen voor hun gemeenschappelijke kaart- en boekwinkel. In dit contract werd afgesproken dat de compagnons deze firma zouden voortzetten (tot in ieder geval april 1700) in een nieuw huurhuis, gelegen ‘op het water regt tover de Nieuwenbrug’, genaamd ‘De Delftse Bijbel’. Harmens ging zelf in dit huis wonen, Robijn kreeg hiervoor een jaarlijkse 200 gulden ter tegemoetkoming. De zolder gebruikten ze samen: Harmens voor het drukken, Robijn voor het ‘afsetten’ en drukken van boeken, kaarten en prenten. Voor deze samenwerking werden de nodige afspraken gemaakt, zoals dat de compagnons niet voor hun eigen bedrijf mochten drukken in dit nieuwe gebouw.
Twee kinderen van Jacob en Jannetje Robijn kwamen te overlijden en werden begraven in de Oude kerk, op 13 juli 1678 en op 11 mei 1683. Verder heeft het huwelijk geen kinderen voortgebracht.
Jacob Robijn overleed in 1707. Na Robijns overlijden (jaar onbekend, waarschijnlijk tussen 1707 en 1717), werd het bedrijf ‘de Stuurman’ waarschijnlijk voortgezet door Joachim Hasebroek (1682-1756). Zijn koperplaten werden overgenomen door Johannes Loots.

## Uitgaven
Robijn was voornamelijk actief in de kaartenhandel, door het uitgeven van met name zeekaarten (paskaarten) voor stuurlieden, maar ook landkaarten en ander drukwerk dat gerelateerd was aan navigatie en de zeevaart. 
In april 1679 verscheen een advertentie in de Oprechte Haerlemsche Courant met de aankondiging dat Jacob Robijn samen met Johannes van Keulen (I) 26 paskaarten van de noordelijke, oosterse en westerse zeekusten uitgeven. Het zou kunnen gaan om kaarten als Paskaert vande Cust van Westindien Tuschen Rio Soronama en Rio Demerary Beschreven door Arent Roggeveen en andere kaarten van Zuid-Amerikaanse kusten en eilanden,  en  Pascaerte van Terra Nova Francia Nieuw Engeland en de Groote Revier van Canada. Door aanwijzingen van verschillende ervaren stuurlieden waren deze kaarten, die op zee gebruikt werden om te navigeren, aanzienlijk verbeterd. Ook een Landkaert van Over-ijssel, verciert met Steden en Adelijcke Stam-wapenen der selver Provintie’ was bij Robijn te verkrijgen.
Robijn drukte niet alleen kaarten onder zijn plaatpers. Er zijn vele etsen en gravures bekend die hij uitgaf en waarschijnlijk ook verkocht in zijn winkel. Dit zijn met namen portretten en nieuwsprenten, zoals Vertrek van Willem III naar Engeland en aankomst aldaar (1689). en Portret van Hans Worrenbergh is een mezzotint (1676-1700). Ook zitten er spotprenten tussen, zoals De slapende boer van Stolwijk (1707). Enkele nieuwskaarten of historiekaarten publiceerde hij ook, zoals de Kaart van het beleg van Londonderry (1689).
Robijn gaf naast kaarten en prenten ook meerdere boeken uit, er zijn 24 drukken van hem als uitgever bekend. Deze boeken gaan met name over zeevaart, astronomie, geografie en meetkunde. Een door hem uitgegeven wapenboek is te zien in het Rijksmuseum.
Een bekende uitgave van Robijn is de Zee atlas (1683). Hij gebruikte platen van Pieter Goos’ Zee-atlas (eerste editie: 1666), maar voegde zelf ook twintig kaarten toe van zijn eigen gegraveerde koperplaten.

## Auteur
Er zijn twee boeken bekend die Robijn zelf heeft geschreven. Om te beginnen een werk over scheepsbouw, genaamd: Hollandsche scheepsbouw: waer in vertoont wert hoedanigh alle scheepstouwen en andere deelen in een volmaeckt schip geplaetst zijn (Amsterdam: Jacobus Robijn, 1678). 
Als liefhebber van de mathematische kunsten schreef hij ook Verklaringe van de nieuwe gepractiseerde platte globe (Amsterdam: Johannes Loots, 1723).